# Ulrikke Eikeri
Ulrikke Eikeri (* 10. Dezember 1992 in Oslo) ist eine norwegische Tennisspielerin.

## Karriere
Eikeri spielt seit ihrem neunten Lebensjahr Tennis. Auf Turnieren der ITF Women’s World Tennis Tour gewann sie bereits elf Einzel- und 30 Doppeltitel.
Seit 2008 spielt sie für die norwegische Fed-Cup-Mannschaft. Von 59 Partien in Einzel und Doppel konnte sie 35 Siege verbuchen (Einzelbilanz: 21:18).

## Turniersiege

### Einzel
| Nr. | Datum             | Turnier            | Kategorie   | Belag     | Finalgegnerin        | Ergebnis      |
| --- | ----------------- | ------------------ | ----------- | --------- | -------------------- | ------------- |
| 1.  | 8. August 2010    | Savitaipale        | ITF $10.000 | Sand      | Piia Suomalainen     | 7:5, 6:4      |
| 2.  | 10. Oktober 2010  | Espinho            | ITF $10.000 | Sand      | Alice Tisset         | 6:0, 6:0      |
| 3.  | 7. August 2011    | Iława              | ITF $10.000 | Sand      | Tereza Smitková      | 6:3, 6:2      |
| 4.  | 28. August 2011   | Bagnatica          | ITF $10.000 | Sand      | Ani Amiraghjan       | 6:4, 6:4      |
| 5.  | 29. Januar 2012   | Coimbra            | ITF $10.000 | Hartplatz | Justyna Jegiołka     | 2:6, 7:5, 6:3 |
| 6.  | 22. Dezember 2013 | Bertioga           | ITF $25.000 | Hartplatz | Cindy Burger         | 6:4, 2:6, 6:4 |
| 7.  | 7. April 2014     | Jackson            | ITF $25.000 | Sand      | Anhelina Kalinina    | 6:2, 6:4      |
| 8.  | 9. August 2015    | Fort Worth         | ITF $10.000 | Hartplatz | Frances Altick       | 6:3, 6:1      |
| 9.  | 15. April 2017    | Pelham             | ITF $25.000 | Sand      | Usue Aitane Arconada | 7:5, 6:2      |
| 10. | 24. Juni 2017     | Baja               | ITF $25.000 | Sand      | Chantal Škamlová     | 7:64, 6:2     |
| 11. | 8. Oktober 2017   | Hilton Head Island | ITF $25.000 | Sand      | Bianca Turati        | 6:4, 6:1      |

### Doppel
| Nr. | Datum              | Turnier                    | Kategorie      | Belag             | Partnerin                  | Finalgegnerinnen                                 | Ergebnis          |
| --- | ------------------ | -------------------------- | -------------- | ----------------- | -------------------------- | ------------------------------------------------ | ----------------- |
| 1.  | 1. November 2008   | Stockholm                  | ITF $10.000    | Hartplatz (Halle) | Helene Auensen             | Anna Berta Malou Ejdesgaard                      | 6:2, 4:6, [10:8]  |
| 2.  | 18. September 2010 | Lleida                     | ITF $10.000    | Sand              | Caroline Rohde-Moe         | Alix Collombon Jessica Ginier                    | 7:5, 5:0 Aufgabe  |
| 3.  | 2. Oktober 2010    | Porto                      | ITF $10.000    | Sand              | Lena-Marie Hofmann         | Gail Brodsky Alexandra Riley                     | 7:64, 6:75, 6:4   |
| 4.  | 9. Oktober 2010    | Espinho                    | ITF $10.000    | Sand              | Lena-Marie Hofmann         | Barbara Luz Samantha Powers                      | 6:3, 6:1          |
| 5.  | 15. Januar 2011    | Glasgow                    | ITF $10.000    | Hartplatz (Halle) | Isabella Schinikowa        | Teodora Mirčić Jasmina Tinjić                    | 6:4, 6:4          |
| 6.  | 21. Januar 2012    | Coimbra                    | ITF $10.000    | Hartplatz         | Lucia Butkovská            | Beatrice Cedermark Matilda Hamlin                | 6:3, 6:1          |
| 7.  | 28. Januar 2012    | Coimbra                    | ITF $10.000    | Hartplatz         | Lucia Butkovská            | Martina Caciotti Nicole Clerico                  | 6:3, 6:0          |
| 8.  | 23. März 2012      | La Marsa                   | ITF $25.000    | Sand              | Isabella Schinikowa        | Mervana Jugić-Salkić Sandra Klemenschits         | 6:3, 6:4          |
| 9.  | 27. Oktober 2012   | Florence                   | ITF $25.000    | Hartplatz         | Akiko Omae                 | Brooke Austin Hayley Carter                      | 6:1, 6:1          |
| 10. | 12. Januar 2013    | Innisbrook                 | ITF $25.000    | Sand              | Hsu Chieh-yu               | Florencia Molinero Adriana Pérez                 | 6:3, 6:0          |
| 11. | 18. März 2016      | Orlando                    | ITF $10.000    | Sand              | Quirine Lemoine            | Ema Burgić Bucko Dia Ewtimowa                    | 6:1, 6:3          |
| 12. | 10. Juni 2016      | Minsk                      | ITF $25.000    | Sand              | Laura Pigossi              | Ilona Kremen Iryna Schymanowitsch                | 6:2, 6:4          |
| 13. | 10. Dezember 2016  | Antalya                    | ITF $10.000    | Sand              | Ema Burgić Bucko           | Maryna Tschernyschowa Anna Ukolowa               | 6:4, 6:1          |
| 14. | 17. Dezember 2016  | Antalya                    | ITF $10.000    | Sand              | Ema Burgić Bucko           | Sonjy Grzywocz Caitlyn Williams                  | 6:1, 6:1          |
| 15. | 27. Januar 2018    | Wesley Chapel              | ITF $25.000    | Sand              | Ilona Kremen               | Hsu Ching-wen Zheng Wushuang                     | 6:2, 6:3          |
| 16. | 10. August 2018    | Las Palmas de Gran Canaria | ITF $25.000    | Sand              | Jana Sisikowa              | Başak Eraydın İpek Soylu                         | 6:2, 6:4          |
| 17. | 31. August 2018    | Budapest                   | ITF $60.000    | Sand              | Eliza Kostowa              | Dalma Gálfi Réka Luca Jani                       | 2:6, 6:4, [10:8]  |
| 18. | 20. Oktober 2018   | Florence                   | ITF $25.000    | Hartplatz         | Anna Danilina              | Tara Moore Conny Perrin                          | 7:69, 2:6, [10:8] |
| 19. | 19. Januar 2019    | Daytona Beach              | ITF W25        | Sand              | Anna Bondár                | Hailey Baptiste Emina Bektas                     | 6:3, 5:7, [11:9]  |
| 20. | 13. April 2019     | Sunderland                 | ITF W25        | Hartplatz (Halle) | Maja Chwalińska            | Emina Bektas Tara Moore                          | 6:4, 3:6, [11:9]  |
| 21. | 8. Juni 2019       | Minsk                      | ITF W25        | Sand              | Martina Colmegna           | Amina Anschba Anastasia Dețiuc                   | 1:6, 6:4, [10:6]  |
| 22. | 10. August 2019    | Warschau                   | ITF W60        | Sand              | Maja Chwalińska            | Weronika Falkowska Martyna Kubka                 | 6:4, 6:1          |
| 23. | 28. September 2019 | Clermont-Ferrand           | ITF W25        | Hartplatz (Halle) | Lara Salden                | Lou Brouleau Ioana Loredana Roșca                | 6:1, 6:4          |
| 24. | 7. Dezember 2019   | Solapur                    | ITF W25        | Hartplatz         | Ankita Raina               | Berfu Cengiz Despina Papamichail                 | 5:7, 6:4, [10:3]  |
| 25. | 14. Dezember 2019  | Pune                       | ITF W25        | Hartplatz         | Ekaterina Yashina          | Darja Mischina Anna Morgina                      | 1:6, 6:3, [10:5]  |
| 26. | 12. März 2021      | Kasan                      | ITF W25        | Hartplatz (Halle) | Schalimar Talbi            | Valentini Grammatikopoulou Anastassija Sacharowa | 6:4, 6:0          |
| 27. | 8. Mai 2021        | Naples                     | ITF W25        | Sand              | Catherine Harrison         | Erina Hayashi Kanako Morisaki                    | 6:2, 3:6, [10:2]  |
| 28. | 5. Juni 2021       | Otočec                     | ITF W25        | Sand              | Réka-Luca Jani             | Pia Lovrič Sada Nahimana                         | 5:7, 6:4, [10:5]  |
| 29. | 12. Juni 2021      | Montemor-o-Novo            | ITF W25        | Hartplatz         | Valentini Grammatikopoulou | Eri Hozumi Akiko Ōmae                            | 6:1, 6:0          |
| 30. | 11. Juli 2021      | Contrexéville              | ITF W100       | Sand              | Anna Danilina              | Dalma Gálfi Kimberley Zimmermann                 | 6:0, 1:6, [10:4]  |
| 31. | 23. Oktober 2021   | Teneriffa                  | WTA 250        | Hartplatz         | Ellen Perez                | Ljudmyla Kitschenok Marta Kostjuk                | 6:3, 6:3          |
| 32. | 10. Juli 2022      | Contrexéville              | WTA Challenger | Sand              | Tereza Mihalíková          | Han Xinyun Alexandra Panowa                      | 7:68, 6:2         |
| 33. | 4. März 2023       | Toronto                    | ITF W25        | Hartplatz (Halle) | Fanny Stollár              | Maya Joint Mia Yamakita                          | 7:66,6:0          |
| 34. | 22. April 2023     | Oeiras                     | ITF W100       | Sand              | Eri Hozumi                 | Francisca Jorge Matilde Jorge                    | 4:6, 6:4, [10:5]  |
| 35. | 18. Juni 2023      | Nottingham                 | WTA 250        | Rasen             | Ingrid Neel                | Harriet Dart Heather Watson                      | 7:66, 5:7, [10:8] |
| 36. | 25. August 2023    | Chicago                    | WTA Challenger | Hartplatz         | Ingrid Neel                | Cristina Bucșa Alexandra Panowa                  | kampflos          |
| 37. | 30. September 2023 | Tokio                      | WTA 500        | Hartplatz         | Ingrid Neel                | Eri Hozumi Makoto Ninomiya                       | 3:6, 7:5 [10:5]   |
| 38. | 3. November 2024   | Hongkong                   | WTA 250        | Hartplatz         | Makoto Ninomiya            | Shūko Aoyama Eri Hozumi                          | 6:4, 4:6, [11:9]  |

## Abschneiden bei Grand-Slam-Turnieren

### Dameneinzel
| Turnier         | 2014 | 2015 | 2016 | 2017 | 2018 | 2019 | 2020 | 2021 | 2022 | Karriere |
| --------------- | ---- | ---- | ---- | ---- | ---- | ---- | ---- | ---- | ---- | -------- |
| Australian Open | —    | —    | —    | —    | —    | —    | —    | —    | —    | —        |
| French Open     | —    | —    | —    | —    | —    | —    | —    | —    | —    | —        |
| Wimbledon       | —    | —    | —    | —    | —    | —    |      | Q1   | Q1   | —        |
| US Open         | Q1   | Q1   | —    | —    | —    | Q1   | —    | —    | —    | —        |

Zeichenerklärung: S = Turniersieg; F, HF, VF, AF = Einzug ins Finale / Halbfinale / Viertelfinale / Achtelfinale; 1, 2, 3 = Ausscheiden in der 1. / 2. / 3. Hauptrunde; Q1, Q2, Q3 = Ausscheiden in der 1. / 2. / 3. Qualifikationsrunde; nicht ausgetragen

### Damendoppel
| Turnier         | 2020 | 2021 | 2022 | 2023 | 2024 | 2025 | Karriere |
| --------------- | ---- | ---- | ---- | ---- | ---- | ---- | -------- |
| Australian Open | —    | —    | AF   | 1    | 1    | 2    | AF       |
| French Open     | 1    | —    | 2    | 2    | AF   | HF   | HF       |
| Wimbledon       |      | —    | 1    | 2    | 2    | 1    | 2        |
| US Open         | —    | 2    | 2    | 1    | 1    |      | 2        |

### Mixed
| Turnier         | 2022 | 2023 | 2024 | 2025 | Karriere |
| --------------- | ---- | ---- | ---- | ---- | -------- |
| Australian Open | —    | —    | 1    | —    | 1        |
| French Open     | F    | —    | HF   | —    | F        |
| Wimbledon       | 1    | —    | HF   | 1    | HF       |
| US Open         | —    | —    | 1    |      | 1        |

### Juniorinneneinzel
| Turnier         | 2009 | 2010 | Karriere |
| --------------- | ---- | ---- | -------- |
| Australian Open | —    | 1    | 1        |
| French Open     | 1    | 2    | 2        |
| Wimbledon       | 1    | 1    | 1        |
| US Open         | AF   | 1    | AF       |

Zeichenerklärung: S = Turniersieg; F, HF, VF, AF = Einzug ins Finale / Halbfinale / Viertelfinale / Achtelfinale; 1, 2, 3 = Ausscheiden in der 1. / 2. / 3. Hauptrunde; nicht ausgetragen

### Juniorinnendoppel
| Turnier         | 2009 | 2010 | Karriere |
| --------------- | ---- | ---- | -------- |
| Australian Open | —    | HF   | HF       |
| French Open     | AF   | —    | AF       |
| Wimbledon       | AF   | AF   | AF       |
| US Open         | —    | 1    | 1        |